# Huron (Ohio)
Pour les articles homonymes, voir Huron (homonymie).
Huron est une ville américaine située dans le comté d'Erie, dans l’Ohio. Selon le recensement de 2010, sa population est de 7 149 habitants.